# Universiteit del Pacífico
De Universiteit del Pacífico (Spaans: Universidad del Pacífico) is een private onderzoeksuniversiteit, gevestigd in Lima, Peru. De universiteit werd opgericht op 28 februari 1962 door een groep ondernemers gesteund door Jezuïeten. De universiteit is gespecialiseerd in bedrijfskunde en economie.
In de QS World University Rankings van 2020 staat de Universiteit del Pacífico op een 135ste plaats in de ranglijst voor Latijns-Amerika, waarmee het de vijfde Peruviaanse universiteit op de lijst is.